# Edraianthus
- Commons
- Wikispecies

Edraianthus é um gênero botânico pertencente à família Campanulaceae.